# Antonio Bicchierai (giurista)
Antonio Bicchierai (Bagnone, 8 settembre 1807 – Firenze, 1873) è stato un giurista, magistrato e funzionario italiano.

## Biografia
Nacque a Bagnone l'8 settembre 1807 nella casa di famiglia sita nel borgo e compì i primi studi sotto la guida del padre. Si trasferì a Pisa per intraprendere gli studi secondari, nel collegio di Santa Caterina, e frequentò poi l'università nella stessa città, laureandosi in giurisprudenza nel 1829. Fece pratica legale a Firenze, nello studio di Cesare Capoquadri, che divenne poi ministro di grazia e giustizia; in società con il conterraneo Girolamo Gargiolli fondò un periodico di varia umanità, il Calendario lunese, che rimase in vita tre anni. Nel 1834 fu nominato sostituto avvocato dei poveri. Nel 1835 sposò Elvira Ticciati di Bucine, dalla quale ebbe quattro figli.
Nel 1836 divenne regio procuratore presso il tribunale civile e criminale di Grosseto, istituito dal governo granducale al fine di sperimentare una riforma generale dell'apparato giudiziario; dal 1838 fu procuratore presso il tribunale di istanza di Firenze e nel 1843 fu promosso terzo avvocato generale nella Corte regia di Firenze. In seguito all'unione del ducato di Lucca alla Toscana fu nominato membro di una commissione appositamente istituita per armonizzare la legislazione dei due stati. Dopo poco, essendo stata istituita a Lucca la Corte regia, fu nominato regio procuratore. Dal settembre 1848 tenne la stessa carica presso la Corte regia di Firenze, ove rimase fino al 1859.
Per i suoi meriti di giurista insigne e per personale amicizia il Granduca lo volle iscrivere nella Aristocrazia Toscana con il titolo di Nobile di Montepulciano.
Nel 1848 fu eletto deputato da uno dei collegi della Lunigiana al parlamento toscano. Dopo la parentesi del governo provvisorio, nel 1849 gli fu offerta la carica di ministro, ma rifiutò. Di lì a poco dovette occuparsi del processo per lesa maestà contro Francesco Domenico Guerrazzi e gli altri capi del governo provvisorio, conclusasi con la condanna degli imputati, poi graziati dal granduca.
In seguito ai fatti del 1859, dell'annessione della Toscana al Regno di Sardegna e della forzata partenza della famiglia granducale dalla Toscana, il Bicchierai dette le dimissioni dal suo incarico. Non si sottrasse, però, al proprio compito di giurista, favorendo l'unione pacifica del Granducato al Regno di Italia e adoperandosi perché non fosse smarrito il patrimonio giuridico e lo spirito riformatore che avevano fatto del diritto del Granducato uno dei sistemi giuridici più progrediti dell'intera Europa.
Visse gli ultimi anni della sua vita occupandosi dell'amministrazione degli interessi patrimoniali della famiglia granducale. Si dedicò a composizioni letterarie ed allo studio della musica, fece parte di varie accademie e fu insignito di varie onorificenze.